# COME FROM
COME FROM lub COMEFROM – instrukcja przeciwna do instrukcji skoku (GO TO lub GOTO) rozwinięta przez R. Lawrence Clarka. Ma charakter eksperymentu myślowego i, jak na razie, znajduje zastosowanie jedynie w nielicznych kompilatorach ezoterycznych języków programowania, np. INTERCALu. Jej działanie polega na tym, że w momencie wykonania kodu pod wskazaną etykietą następuje skok do instrukcji znajdującej bezpośrednio po instrukcji COME FROM.

## Przykład
Niech dany będzie następujący kod:
```
  
10
 
J
 
=
 
1

  
11
 
COME
 
FROM
 
20

  
12
 
WRITE
 
J

  
13
 
STOP

  
14
 
COME
 
FROM
 
10

  
20
 
J
 
=
 
J
 
+
 
2

  
40
 
CONTINUE

```

Po wykonaniu instrukcji z wiersza o numerze 10 zmienna J ma wartość 1, następnie wykonywywana jest instrukcja z linii 20 (kolejna po COME FROM 10), w efekcie czego wartość zmiennej J wynosi 3, w dalszej kolejności działanie przekazywane jest do linii nr 12 (następna po COME FROM 20), gdzie wypisywana jest wartość zmiennej. Program kończy działanie na poleceniu STOP w linii 13.